# ABL mùa giải 2016–17
ABL mùa giải 2016–17 là mùa giải thứ bảy giữa 6 đội trong Giải bóng rổ nhà nghề Đông Nam Á. Giải đấu bắt đầu vào ngày 25 tháng 11 năm 2016 và sẽ kết thức vào ngày 26 tháng 3 năm 2017.

## Đội bóng

### Địa điểm
| Đội                          | Thành phố             | Sân nhà                                                        |
| ---------------------------- | --------------------- | -------------------------------------------------------------- |
| Alab Pilipinas               | Laguna                | Alonte Sports Arena, Biňan                                     |
| Alab Pilipinas               | Laguna                | Sta. Rosa Arena, Santa Rosa                                    |
| Alab Pilipinas               | Bulacan               | Baliuag Star Arena, Baliuag                                    |
| Alab Pilipinas               | Davao City            | Almendras Gym, Davao City                                      |
| Alab Pilipinas               | Metro Manila          | Olivarez College Gym, Parañaque                                |
| Alab Pilipinas               | Rizal                 | Ynares Center, Antipolo                                        |
| Hong Kong Eastern Long Lions | Loan Tể               | Sân vận động Southorn, Loan Tể                                 |
| Kaohsiung Truth              | Cao Hùng              | Kaohsiung Municipal Kaohsiung Senior High School Gym, Cao Hùng |
| Saigon Heat                  | Thành phố Hồ Chí Minh | Nhà thi đấu CIS, Thành phố Hồ Chí Minh                         |
| Singapore Slingers           | Singapore             | OCBC Arena, Kallang                                            |
| Westports Malaysia Dragons   | Kuala Lumpur          | Sân vận động MABA, Kuala Lumpur                                |
| Westports Malaysia Dragons   | Selangor              | House of Champions, Gem-In Mall, Cyberjaya                     |

### Huấn luyện viên
| Đội bóng                     | Huấn luyện viên    |
| ---------------------------- | ------------------ |
| Alab Pilipinas               | Mac Cuan           |
| Hong Kong Eastern Long Lions | Edu Torres         |
| Kaohsiung Truth              | Sabatino Chen      |
| Saigon Heat                  | Anthony Garbelotto |
| Singapore Slingers           | Neo Beng Siang     |
| Westports Malaysia Dragons   | Chris Thomas       |

## Cẩu thủ nhập tịch
Sau đây là danh sách các cầu thủ nhập tịch đã chơi cho đội bóng của mình ít nhất một lần. Bên trái là cầu thủ thế giới, và ở bên phải là Cầu thủ có quốc tịch ASEAN (Đông Nam Á). Cờ chỉ quốc tịch của cầu thủ.
| Đội                          | Cầu thủ thế giới               | Cầu thủ gốc Đông Nam Á          | Cầu thủ nhập tịch                                              |
| ---------------------------- | ------------------------------ | ------------------------------- | -------------------------------------------------------------- |
| Alab Pilipinas               | Sampson Carter James Hughes    | Igee King Lawrence Domingo      | Lee Dong-jun Lee Seung-jun                                     |
| Hong Kong Eastern Long Lions | Marcus Elliott Josh Boone      | Steven Guinchard Tyler Lamb     | Patrick Sullivan                                               |
| Kaohsiung Truth              | Chris Oliver Derek Hall        | Raymar Jose Achie Inigo         | Mikee Reyes                                                    |
| Saigon Heat                  | Lenny Daniel Jordan Henriquez  | David Arnold Moses Morgan       | Christien Charles Herbert Hill Haminn Quaintance Joshua Munzon |
| Singapore Slingers           | Xavier Alexander Justin Howard | Josh Urbiztondo                 | Luke Schenscher Alli Austria Rolando Gardner                   |
| Westports Malaysia Dragons   | Skylar Spencer Kiwi Gardner    | Freddie Goldstein Joshua Munzon | Marcus Melvin                                                  |

## Mùa giải

### Bảng xếp hạng
| VT | Đội                              | ST | T  | B  | ĐT   | ĐB   | HS   | %    | GB | Giành quyền tham dự |
| -- | -------------------------------- | -- | -- | -- | ---- | ---- | ---- | ---- | -- | ------------------- |
| 1  | Hong Kong Eastern Long Lions (A) | 20 | 16 | 4  | 1810 | 1610 | +200 | ,800 | —  | Bán kết             |
| 2  | Singapore Slingers (A)           | 20 | 13 | 7  | 1592 | 1482 | +110 | ,650 | 3  | Bán kết             |
| 3  | Alab Pilipinas (A)               | 20 | 11 | 9  | 1591 | 1568 | +23  | ,550 | 5  | Bán kết             |
| 4  | Saigon Heat (A)                  | 20 | 8  | 12 | 1580 | 1676 | −96  | ,400 | 8  | Bán kết             |
| 5  | Kaohsiung Truth (E)              | 20 | 5  | 15 | 1614 | 1792 | −178 | ,250 | 11 | Bị loại             |
| 6  | Westports Malaysia Dragons (E)   | 20 | 7  | 13 | 1684 | 1743 | −59  | ,350 | 9  | Bị loại             |

### Kết quả

#### First and second rounds
| Nhà \ Khách                  | ALP   | HKL   | KAT   | SGH   | SGS    | WMD   |
| ---------------------------- | ----- | ----- | ----- | ----- | ------ | ----- |
| Alab Pilipinas               | —     | 61–83 | 91–82 | 99–77 | 66–71  | 87–79 |
| Hong Kong Eastern Long Lions | 93–80 | —     | 95–67 | 92–96 | 97–95* | 87–70 |
| Kaohsiung Truth              | 77–86 | 79–90 | —     | 83–82 | 66–84  | 94–86 |
| Saigon Heat                  | 78–74 | 74–84 | 99–85 | —     | 65–90  | 65–72 |
| Singapore Slingers           | 71–68 | 82–72 | 84–76 | 73–75 | —      | 80–62 |
| Westports Malaysia Dragons   | 54–65 | 85–88 | 79–97 | 82–67 | 76–81  | —     |

*Overtime

#### Third and fourth rounds
| Nhà \ Khách                  | ALP    | HKL    | KAT    | SGH     | SGS      | WMD     |
| ---------------------------- | ------ | ------ | ------ | ------- | -------- | ------- |
| Alab Pilipinas               | —      | 82–75  | 93–87  | 65–72   | 74–72    | 91–101  |
| Hong Kong Eastern Long Lions | 100–87 | —      | 103–83 | 110–97* | 71–77    | 96–87   |
| Kaohsiung Truth              | 77–86  | 75–89  | —      | 85–71   | 79–75    | 108–114 |
| Saigon Heat                  | 70–74  | 72–97  | 85–76  | —       | 65–90    | 81–94   |
| Singapore Slingers           | 62–64* | 71–73  | 76–52  | 71–88   | —        | 78–77** |
| Westports Malaysia Dragons   | 79–77  | 90–115 | 103–78 | 84–95   | 110–112* | —       |

*Overtime

## Playoffs
|  | Bán kết | Bán kết                      | Bán kết |                    |   | Chung kết                    | Chung kết | Chung kết |  |
|  |         |                              |         |                    |   |                              |           |           |  |
|  | 1       | Hong Kong Eastern Long Lions | 2       |                    |   |                              |           |           |  |
|  | 1       | Hong Kong Eastern Long Lions | 2       |                    |   |                              |           |           |  |
|  | 4       | Saigon Heat                  | 0       |                    |   |                              |           |           |  |
|  | 4       | Saigon Heat                  | 0       |                    | 1 | Hong Kong Eastern Long Lions | 3         |           |  |
|  |         |                              |         |                    | 1 | Hong Kong Eastern Long Lions | 3         |           |  |
|  |         |                              | 2       | Singapore Slingers | 1 |                              |           |           |  |
|  | 2       | Singapore Slingers           | 2       | Singapore Slingers | 1 | 2                            |           |           |  |
|  | 2       | Singapore Slingers           |         |                    |   |                              |           |           |  |
|  | 3       | Alab Pilipinas               | 0       |                    |   |                              |           |           |  |

### Bán kết

#### Hong Kong Eastern vs. Saigon Heat
| 5 tháng 4 |                          | Hong Kong Eastern Long Lions | 114–74 | Saigon Heat |  | Southorn Stadium, Loan Tể |
| 5 tháng 4 | Điểm mỗi set: –, –, –, – |                              |        |             |  | Southorn Stadium, Loan Tể |

| 8 tháng 4 |                                          | Saigon Heat | 79–86 | Hong Kong Eastern Long Lions |  | CIS Arena, Thành phố Hồ Chí Minh |
| 8 tháng 4 | Điểm mỗi set: 21–25, 27–18, 11–25, 20–18 |             |       |                              |  | CIS Arena, Thành phố Hồ Chí Minh |
| 8 tháng 4 | Hong Kong thắng, 2-0                     |             |       |                              |  | CIS Arena, Thành phố Hồ Chí Minh |

*Nếu cần

#### Singapore vs. Alab
| 2 tháng 4 |                                          | Singapore Slingers | 77–67           | Alab Pilipinas |  | OCBC Arena, Kallang |
| 2 tháng 4 | Điểm mỗi set: 19–16, 23–15, 19–18, 16–18 |                    |                 |                |  | OCBC Arena, Kallang |
| 2 tháng 4 | Điểm: Alexander 26                       |                    | Điểm: Ravena 16 |                |  | OCBC Arena, Kallang |
| 2 tháng 4 | Slingers dẫn loạt, 1-0                   |                    |                 |                |  | OCBC Arena, Kallang |

| 7 tháng 4 |                           | Alab Pilipinas | 64–82 | Singapore Slingers |  | Baliwag Star Arena, Baliuag |
| 7 tháng 4 | Điểm mỗi set: –, –, –, –' |                |       |                    |  | Baliwag Star Arena, Baliuag |
| 7 tháng 4 | Slingers thắng, 2-0       |                |       |                    |  | Baliwag Star Arena, Baliuag |

*Nếu cần

### Chung kết
| 15 tháng 4 |  | Hong Kong Eastern Long Lions | 76–92 | Singapore Slingers |  | Southorn Stadium, Loan Tể |

| 18 tháng 4 |  | Hong Kong Eastern Long Lions | 92–84 | Singapore Slingers |  | Southorn Stadium, Loan Tể |

| 21 tháng 4 |  | Singapore Slingers | 72–76 | Hong Kong Eastern Long Lions |  | OCBC Arena, Kallang |

| 23 tháng 4 |                                 | Singapore Slingers | 80–82 (2OT) | Hong Kong Eastern Long Lions |  | OCBC Arena, Kallang |
| 23 tháng 4 | Eastern thắng loạt trận này 3-1 |                    |             |                              |  | OCBC Arena, Kallang |